# Толтеки (Кастанеда)
Толтеки — «люди знания». «Толтеком», то есть магом и воином, называл себя герой книг Карлоса Кастанеды дон Хуан Матус и его ученики. В соответствии с утверждениями персонажа книг Карлоса Кастанеды дон Хуан считал себя и свою группу наследниками некоего знания, которым обладал древний мезоамериканский народ тольтеки. Речь идет о знании, которому он обучал Кастанеду и его соратниц: Кэрол Тиггс, Флоринду Доннер-Грау, Тайшу Абеляр. 
Успех книг Карлоса Кастанеды предопределил широкое использование термина толтек многочисленными подражателями и комментаторами, такими как Виктор Санчес, Алексей Ксендзюк, Мигел Руис и др.
Стоит отметить, что современные ученики и последователи Карлоса Кастанеды, работающие над популяризацией и распространением его знаний, — Cleargreen и основатели методологии BeingEnergy (Быть Энергией), как правило, используют более обтекаемую и общую формулировку — шаманы Древней Мексики.